# Seger under sång
Seger under sång (franska La Victoire en chantant eller Noirs et blancs en couleurs, svensk alternativtitel En vit man i Afrika) är en fransk-schweizisk långfilm från 1976 i regi av Jean-Jacques Annaud och med bland andra Jean Carmet, Jacques Dufilho och Catherine Rouvel i rollerna.

## Handling
Filmen utspelar sig i ett icke namngivet västafrikanskt land 1914. Landet är koloniserat av tyskar och fransmän, och när första världskriget bryter ut blir tidigare såta vänner fiender över natt. Man beslutar sig lite halvhjärtat för att föra krig mot varandra även i kolonin, som på ett tragikomiskt vis kommer att avspegla det stora kriget i Europa.

## Om filmen
Seger under sång spelades in i Elfenbenskusten. Den var regissören Jean-Jacques Annauds första spelfilm (han hade tidigare bara gjort reklamfilmer). Filmen vann en Oscar för bästa utländska film vid Oscarsgalan 1977, trots att den fick blandad kritik och floppade kommersiellt.